# Erica Jong
Erica Jong je ameriška pisateljica, * 26. marec 1942, New York, ZDA, ki je zaslovela z romanom Strah pred letenjem. Knjiga je izšla leta 1973 in bila za tisti čas zelo kontraverzna, saj je opisovala žensko seksualnost. Po izračunih Washington Posta je bilo po vsem svetu prodanih več kot 20milijonov izvodov. Pisateljičin slog sta sicer fikcija ter poezija.

## Slovenski prevod
- Arhivirano 2016-03-07 na Wayback Machine. Strah pred letenjem